# Дибанго, Ману
Ману Дибанго (Manu Dibango, полное имя Emmanuel N’Djoké Dibango; 12 декабря 1933 — 24 марта 2020) — камерунский саксофонист и вибрафонист, один из зачинателей афробита и афро-джаза. Известен тем, что в 1970-е гг. популяризовал на Западе жанр макосса. Артист ЮНЕСКО во имя мира (с 2004 г.).
Дибанго с 15 лет учился во Франции и жил в Париже. Первую известность получил в составе конголезского коллектива African Jazz, исполнявшего румбу. Одним из первых сочетал музыкальные традиции Западной Африки с джазом и фанком. 
В 1972 г. его танцевальный сингл Soul Makossa стал хитом в клубах Нью-Йорка и сумел попасть в американские чарты, чего ранее с африканской музыкой не случалось. Строчка из этого шлягера была использована Майклом Джексоном в песне Wanna Be Startin' Somethin' (1982) и Рианной в хите Don’t Stop the Music (2007). В 2009 г. Дибанго подал в суд на обоих, поскольку ни один из них не упомянул об источнике заимствования.
Дибанго умер в возрасте 86 лет от новой коронавирусной инфекции.